# Glasnik zemaljskog muzeja u Bosni i Hercegovini
Glasnik zemaljskog muzeja u Bosni i Hercegovini (abreviado Glasn. Zemaljsk. Muz. Bosni Hercegovini) fue una revista con ilustraciones y descripciones botánicas que fue  publicada en Sarajevo desde 1889 hasta 1937